# Kerény (település)
Kerény (másként Kernya, szerbül Кљајићево / Kljajićevo, németül Kernei) falu Szerbiában, a Vajdaságban, a Nyugat-bácskai körzetben, Zombortól 13 km-re keletre. Közigazgatásilag Zombor községhez tartozik.

## Névváltozatai
- Kljaicevo
- Kernyáya
- Kornau
- Kernai
- Gorni-Szentkirály
- Kernyája
- Szentkirálya
- Királya

## Története
Kernyája néven említi először egy török adóösszeírás 1590-ben. Ezután 1720-1740. között említik, ekkor a zombori katonai határigazgatás alá tartozott. A németség a 18. század második felében költözött a faluba, az első telepesek 1765-ben érkeztek. Az 1910-es népszámlálás szerint a község 5132 lakossal rendelkezett, melynek 94%-a német nemzetiségű volt, a többi magyar és szerb. A második világháború alatt a jugoszláv partizánok fogolytábort létesítettek a németeknek a faluban. A háború után a bácskai svábokat megtorlásként kitelepítették. Helyükre a Balkán délebbi területeiről szerbeket telepítetek.

## Népesség

### Demográfiai változások
| 1948 | 1953 | 1961 | 1971 | 1981 | 1991 | 2002 | 2011 |
| ---- | ---- | ---- | ---- | ---- | ---- | ---- | ---- |
| 5847 | 6028 | 6088 | 5805 | 5850 | 5737 | 6012 | 5045 |

## Külső hivatkozások
- Kerény története 1765–1944/45 (angolul)